# Coelia Concordia

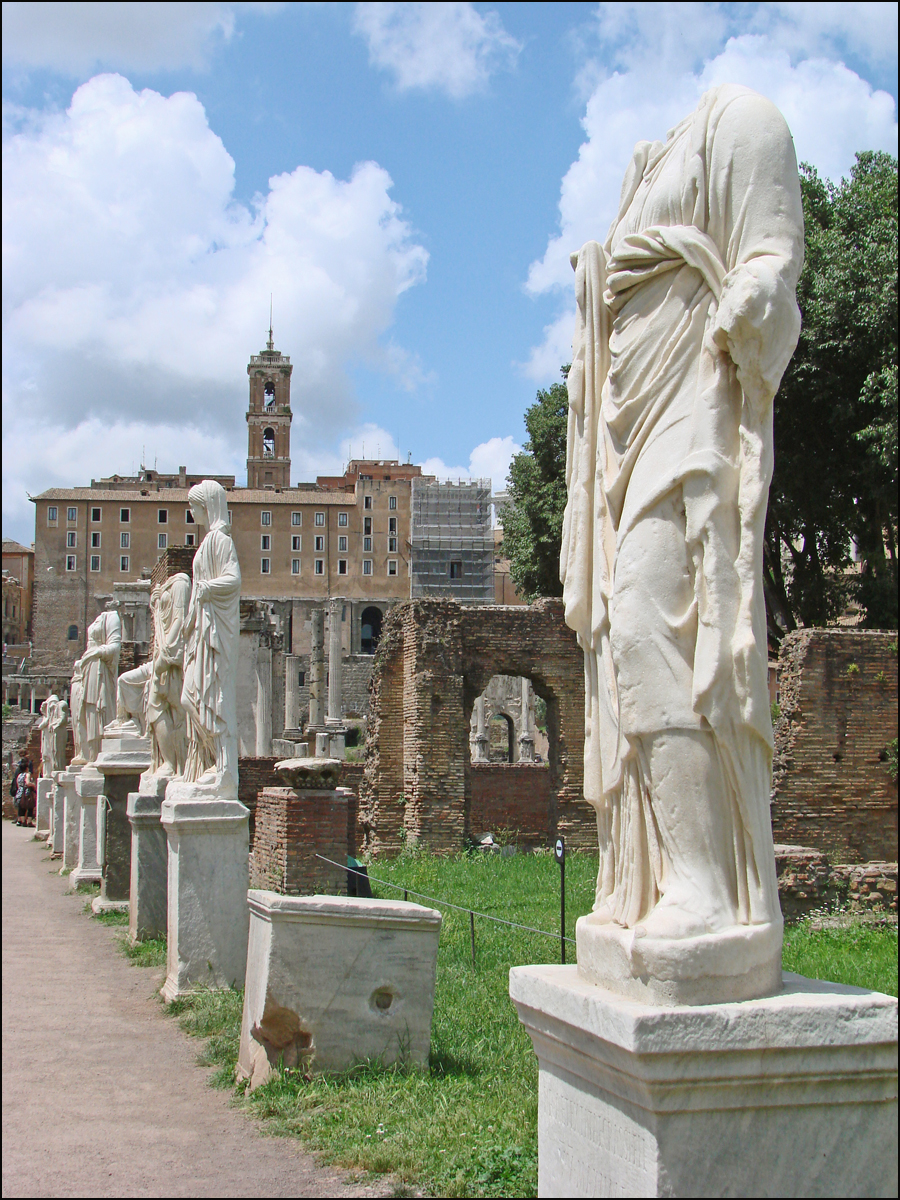
Haus der Vestalinnen am Forum Romanum

Coelia Concordia († 406) war die letzte römische Vestalin.
Concordia entstammte der Gens der Coelier, die in der frühen Kaiserzeit einige Konsuln gestellt hatten. Sie wollte für den römischen Adeligen Vettius Agorius Praetextatus als Verfechter der heidnischen Gottheiten posthum eine Statue errichten. Dagegen erhob der Politiker Quintus Aurelius Symmachus Einspruch und schrieb in einem Brief an Virius Nicomachus Flavianus, dass die Vestalinnen noch nie einem Mann ein Denkmal errichtet hätten, auch wenn er pontifex maximus gewesen sei. Trotz dieses Widerstands errichtete Concordia die Statue für Praetextatus. Im Gegenzug errichtete seine Witwe Aconia Fabia Paulina eine Statue von Concordia in ihrer Stadtvilla, die 1591 gefunden und später Teil der Sammlung Colonna wurde.
Mit ihr endete im Jahr 391 der Vestakult.